# Dick Cook
Richard "Dick" Cook was de studiopresident van The Walt Disney Company, binnen zijn officiële functie als bestuursvoorzitter van Walt Disney Studios). Hij was de enige leidinggevende in de hoogste kringen binnen Disney, die al in dienst was vóór de "Michael Eisner-periode" (1984 tot 2005).